# Chilli (disco-zangtrio)
Chilli was een meidengroep die met de remix-versie van Carrapicho's hit Tic, Tic Tac veel succes had. Een tweede single, getiteld Say I'm Your No.1, had minder succes maar wist in Oostenrijk hitpositie 13 te bereiken.

## Achtergrond
Chilli was een discogroep bestaande uit drie zangeressen geproduceerd door de Duitser Frank Farian dat in hun tweejarige bestaan een grote hit had in met name Europa. De hit was een remix uit 1997 van Carrapicho's succesvolle single Tic, Tic Tac uit 1996. Het origineel bereikte in vier Europese landen de hitlijsten zijnde Nederland, België, Frankrijk en Spanje. De remix uitgebracht door Farian onder Chilli Feat. Carrapicho gaf de song Tic, Tic Tac meer bekendheid. Niet alleen in nog meer Europese landen maar ook in Canada en ook in Amerika want daar bereikte het een Billboard-hitlijst. In de Nederlandse Top 40 bereikte het nummer 25.
Wat "nasucces" was er voor hun tweede single, Say I'm Your No.1, wat een bewerking was van Raffaella Carrà's nummer A far l'amore comincia tu uit 1977.

## Discografie

### Album
- Carrapicho Feat. Chilli – Dance To Boï Bumba -1997 [8]

### Singles
- Tic, Tic Tac (Chilli Feat. Carrapicho) - 1997
- Say I'm Your No. 1 -1998
- Chilli Feat. The Ragga Bears – Brown Bear In The Air (2 12 inch's) - release Jaar, onbekend [8]

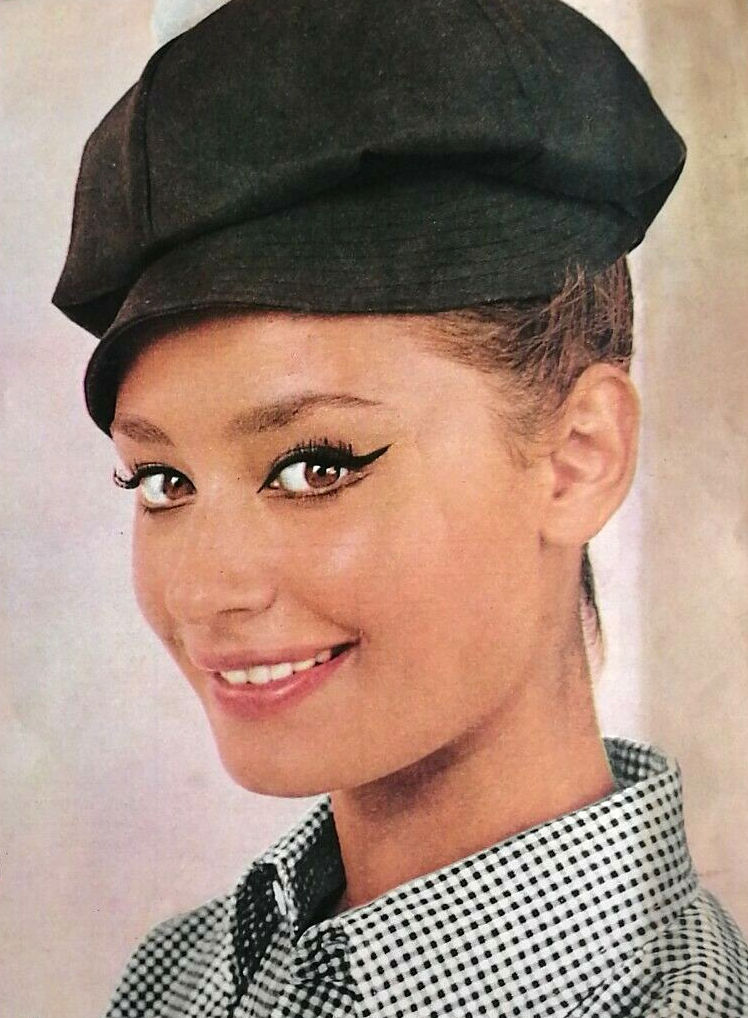
Raffaella Carrà (bekend van A Far l'amore comincia tu) Chilli's Say I'm Your No.1 is een Engelstalige bewerkte versie dat nummer

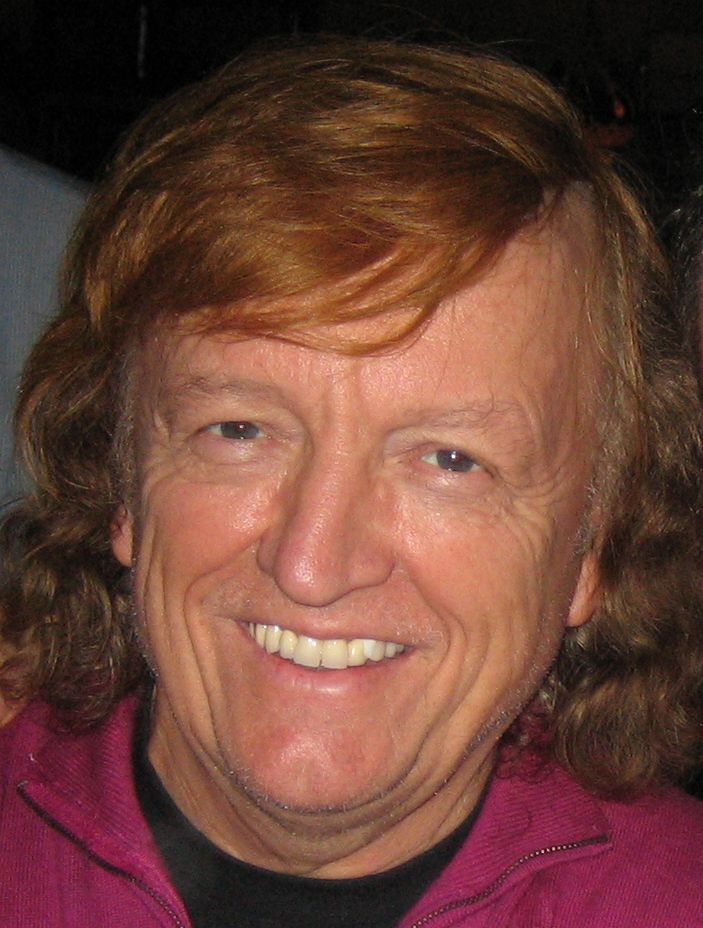
Frank Farian (2008)
producer van Chilli

#### Hitnoteringen van de single Tic, Tic Tac (Remix 1997)[9]
- Oostenrijk          nr.2
- Spanje              nr.3
- Noorwegen           nr.4
- Duitsland           nr.5
- Zwitserland         nr.6
- Canada              nr.14
- IJsland             nr.23
- Zweden              nr.24
- Nederland           nr.25
- UK                  nr.59
- Schotland           nr.60
- US Hot Dance Club Play (Billboard ex-lijst van dance club songs, 1976-2000)   nr.8
- In een Europese lijst, de Eurochart Hot 100, werd plaats 12 bereikt.

#### Hitnoteringen van de single Say I'm Your No.1 (1998)
- Oostenrijk          nr.13